# Уровни образования
Образование в России подразделяется на:
- общее образование,
- профессиональное образование
- дополнительное образование
- профессиональное обучение

обеспечивающие возможность реализации права на образование в течение всей жизни (непрерывное образование). Общее образование и профессиональное образование реализуются по уровням образования. Основное общее образование в школе обязательно для всех.
В Российской Федерации установлены следующие уровни общего образования:
1. дошкольное образование
2. начальное общее образование — 1—4 классы
3. основное общее образование — 5—9 классы
4. среднее общее образование — 10—11 классы

В Российской Федерации установлены следующие уровни профессионального образования:
1. среднее профессиональное образование
2. высшее образование I степени — бакалавриат
3. высшее образование II степени — специалитет, магистратура
4. высшее образование III степени — подготовка кадров высшей квалификации

Дополнительное образование включает в себя такие подвиды, как:
- дополнительное образование детей и взрослых
- дополнительное профессиональное образование

Система образования создаёт условия для непрерывного образования посредством реализации основных образовательных программ и различных дополнительных образовательных программ, предоставления возможности одновременного освоения нескольких образовательных программ, а также учёта имеющихся образования, квалификации, опыта практической деятельности при получении образования.